# Сильвия (парк)
Си́львия — регулярный парк в Гатчине (Ленинградская область), входит в состав Гатчинского музея-заповедника.
Название «Сильвия» восходит к латинскому «silvia» — лес, а также связано с путешествием Великого князя Павла Петровича с супругой за границу и посещением ими 10—12 июня 1782 года французского ансамбля Шантийи, где уже тогда существовал парк с названием «Sylvie»(так поэтически звали Мари — Фелис дез Юрсан, жену Генриха II де Монморанси).
Сильвия в Гатчине создавалась с 1792 по 1800 год архитектором В. Бренна и садовым мастером Дж. Геккетом.

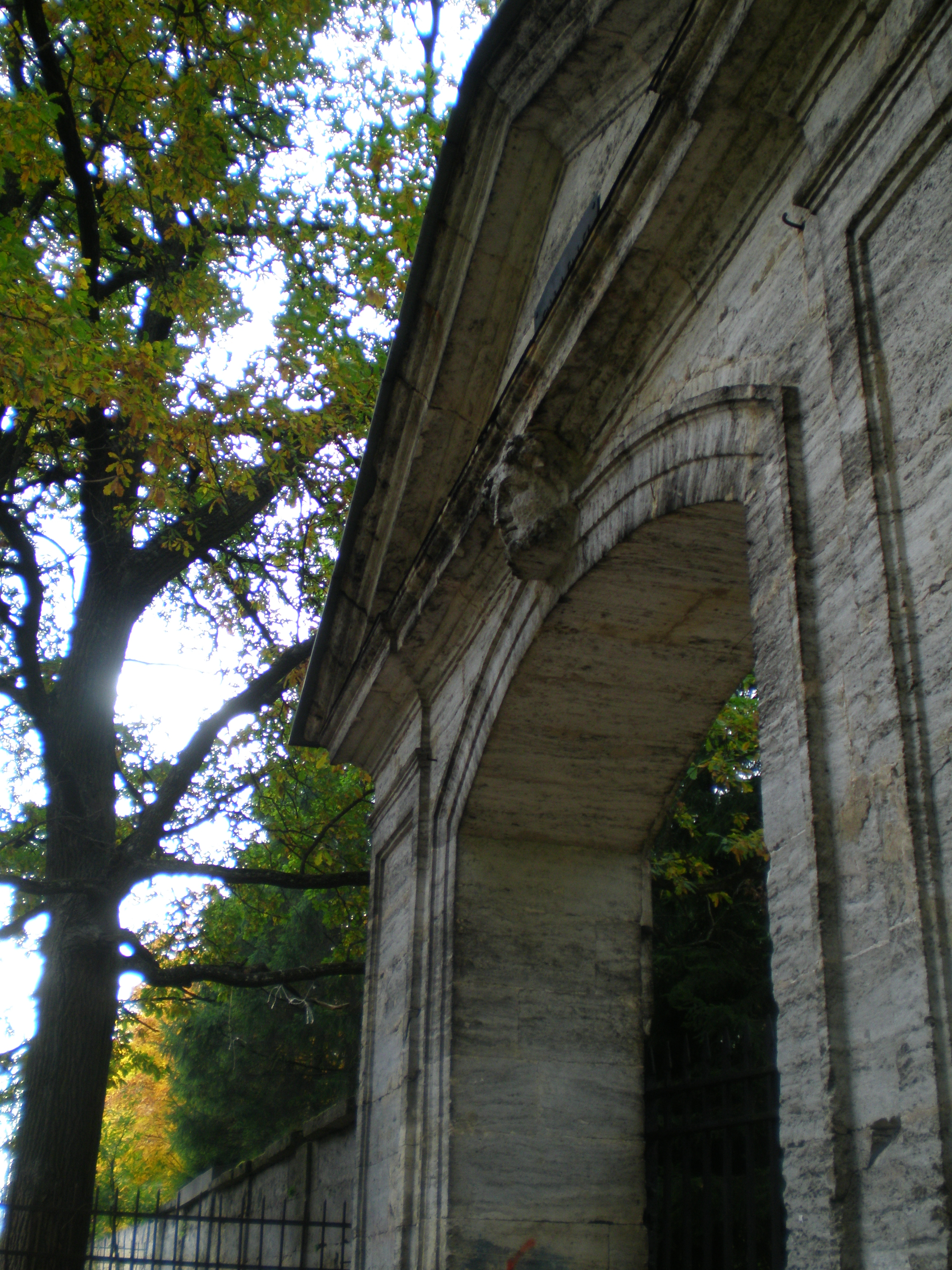
Ворота перед входом в парк «Сильвия»

Площадь парка — около 17,5 га. Он находится в левобережной части Дворцового парка, северо-западнее дворца. Со стороны города граница парка проходит вдоль Красноармейского проспекта. На этой границе в конце XIX века был поставлен кирпичный забор с Черными воротами, разрушенными в начале XXI века, и караулкой. Аналогичные караулки были поставлены возле двух других входов в парк Сильвия — Сильвийских и Каскадских ворот.
От Дворцового парка Сильвию с одной стороны отделяет глухая каменная стена с Сильвийскими воротами, а с другой — условная граница, на которой ещё сохранились остатки современной металлической ограды с Каскадскими и Глухими (вход со стороны Холодной ванны) воротами. Вдоль оград по всей их длине с внутренней стороны проходили дорожки. К настоящему времени один из их участков — вдоль кирпичной ограды, с поворотом у каменной стены — зарос травой и молодыми деревьями с кустарником.
В 2012 году парк был огорожен со всех сторон — с северной стороны по берегу реки Колпанки (Пильной) и вдоль одной из дорожек была установлена металлическая ограда-решётка.

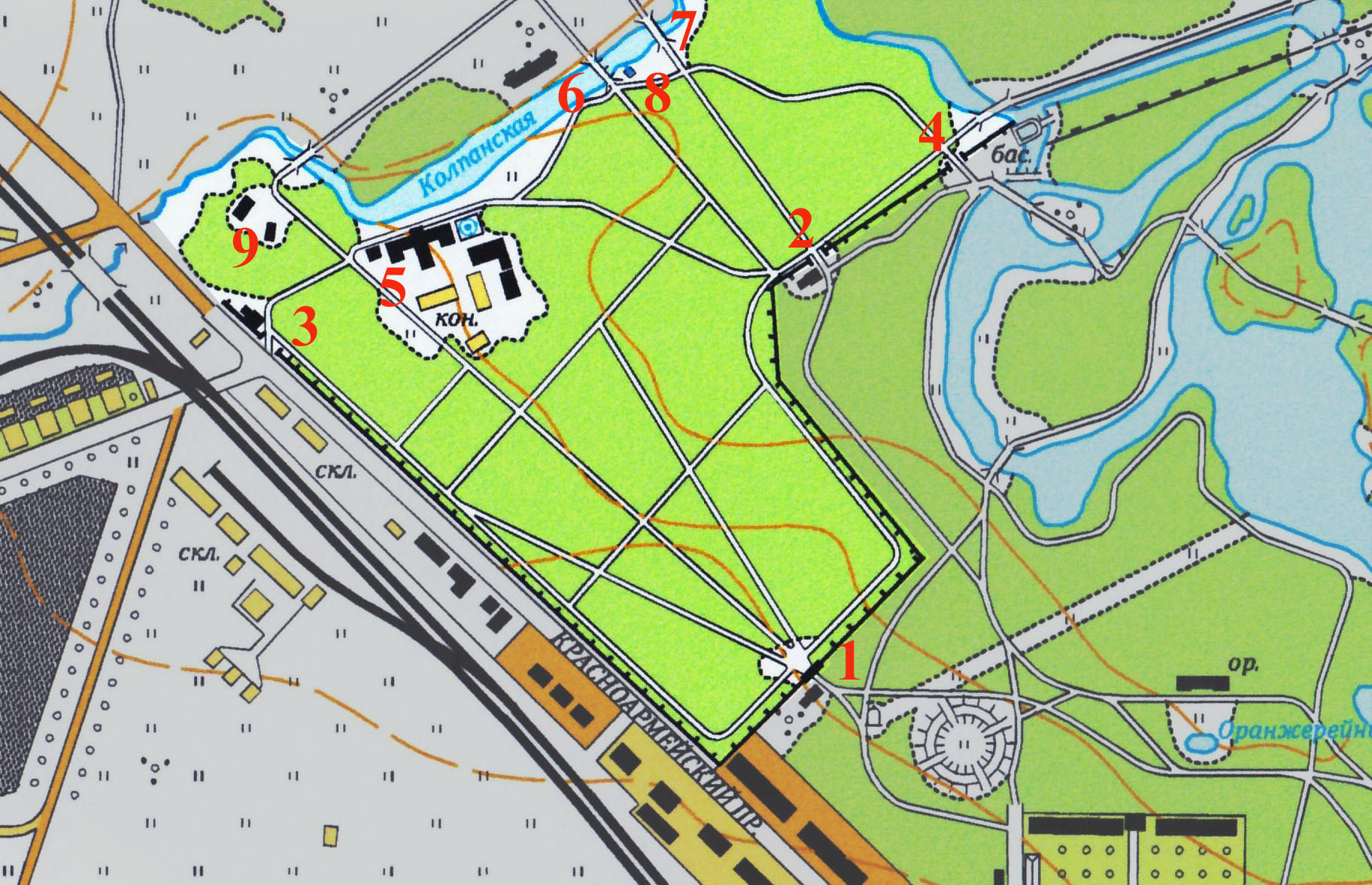
Парк Сильвия (состояние местности — 1939 г.):
1 — Сильвийские ворота; 2 — Каскадские ворота; 3 — Чёрные ворота; 4 — Глухие ворота; 5 — Ферма; 6 — Плотина с каскадом у Птичника; 7 — Мост-руина; 8 — «Наумахия»; 9 — Пильня.

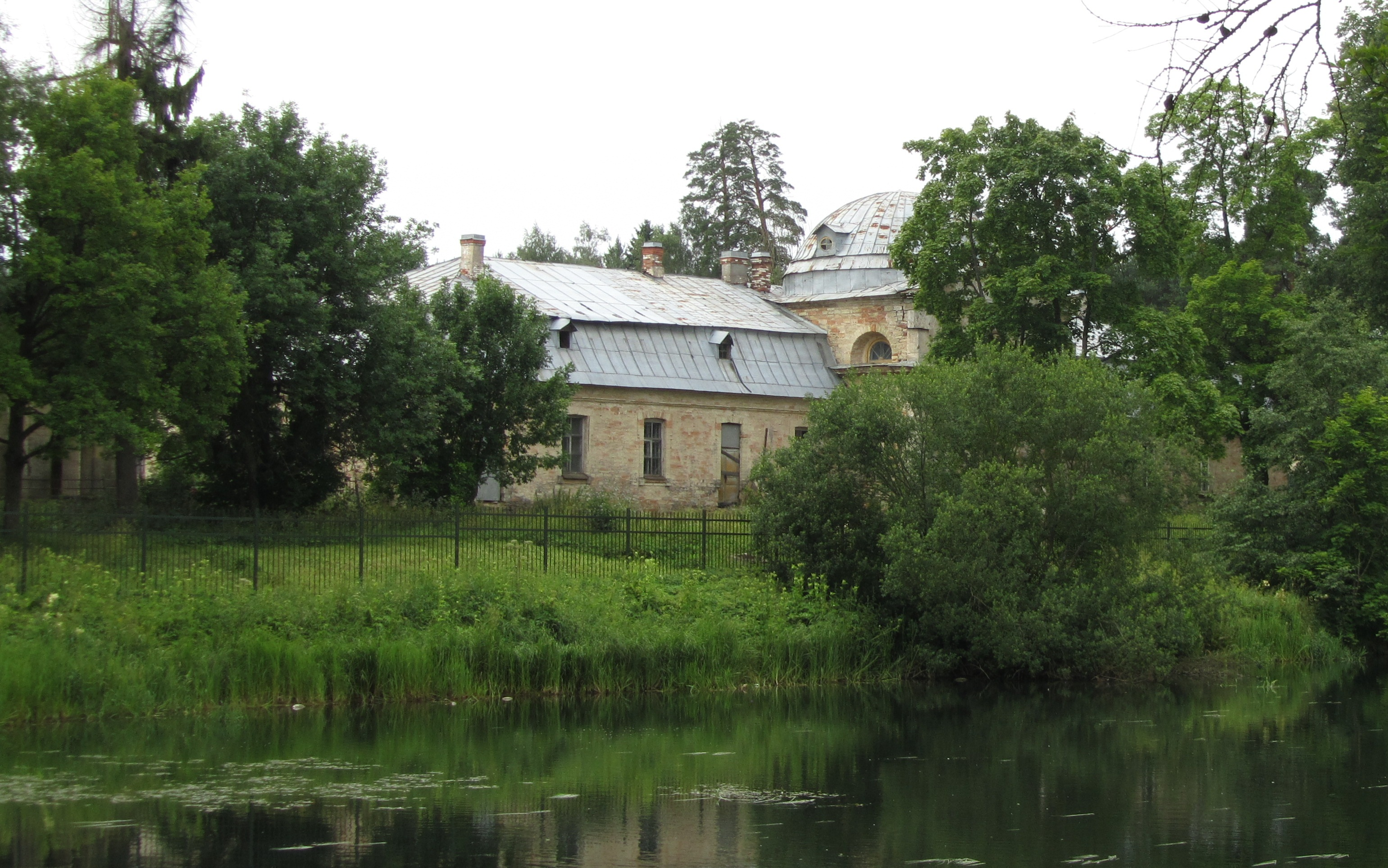
Главный корпус Фермы

Часть территории парка занимает комплекс бывшей Молочной фермы, построенный на берегу реки Колпанки. Эта извилистая речка разделяет Сильвию и парк «Зверинец». На другом берегу Колпанки почти напротив каменного павильона «Ферма» (конно-спортивный клуб им. П. Ф. Денисенко) находится другое каменное здание — «Птичник», который значительно пострадал во время пожара 1983 года. 

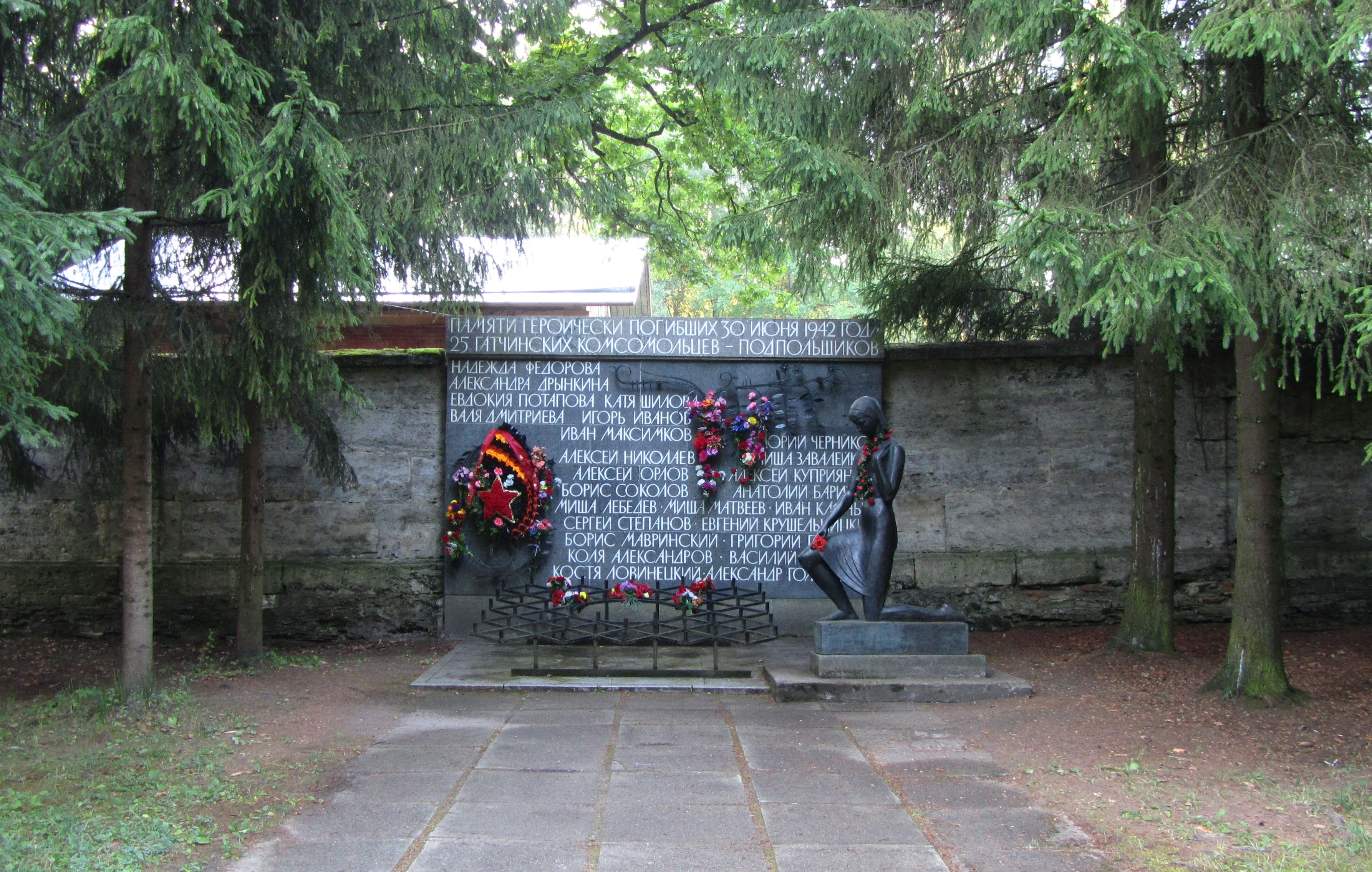
Памятник героям-комсомольцам

Недалеко от павильонов Птичника и Фермы на реке находятся в разрушенном состоянии плотина с каскадом, временный пешеходный мост, а также бассейн «Наумахия». Ещё дальше, как видно на старых фотографиях, был расположен Мост-руина, в который со стороны Сильвии упиралась дорога от Каскадских ворот, а со стороны Зверинца — дорога Цагове, составляющие одну прямую линию. С другой стороны Фермы также находился ещё один мост через Колпанку — один из типовых металлических, поставленных в Зверинце в 1880-х годах. В него упиралась Пильная дорога Зверинца.
Близ Сильвийских ворот у стены находится Памятник героям-комсомольцам Гатчины, расстрелянным здесь у стены 30 июня 1942 года. В мае 2022 года в парке были начаты поисковые работы, в результате которых были обнаружены останки более 100 жертв фашизма. Рядом , в доме летного состава на Красноармейском проспекте , находилась оккупационная тайная политическая полиция – Гестапо. Расстрелы советских граждан, узников Гестапо, проводились прямо у каменной парковой стены.